# 义联庄乡
义联庄乡，是中华人民共和国河北省保定市徐水区下辖的一个乡镇级行政单位。

## 行政区划
义联庄乡下辖以下地区：
西马庄村、赵庄村、侯庄村、东庄村、西张庄村、白莲峪村、周庄村、崔庄村、枣园村、五香坡村、西田庄村、西丁庄村、义王庄村、西刘庄村、景庄村和刘林庄村。